# Веса Кортенска
Веса Кортенска е българска драматична актриса, заслужил артист на Народна република България от 1965 г.

## Биография
Родена е на 7 юли 1905 г. в Русе. Играе в театрите във Варна, Русе, Скопски народен театър, Плевен, Перник и Пловдив. Почива на 6 ноември 1971 г. в Пловдив.
Майка е на българския театровед Мирослава Кортенска.

## Роли
Веса Кортенска е запомнена с ролите на Албена от Йордан Йовков, Малама („Вампир“ от Антон Страшимиров), Радионова („Царска милост“ от Камен Зидаров), Васа („Васа Железнова“ от Максим Горки), Лида („Платон Кречет“ от Аркадий Корнейчук), Мелания („Егор Буличов и другите“ от Максим Горки).